# Berkaber
Berkaber là một đô thị thuộc tỉnh Tavush, Armenia. Dân số ước tính năm 2011 là 532 người.